# Рокавињале
Рокавињале (итал. Roccavignale) је насеље у Италији у округу Савона, региону Лигурија.
Према процени из 2011. у насељу је живело 710 становника. Насеље се налази на надморској висини од 451 м.

## Становништво
Према резултатима пописа становништва 2011. у општини је живело 746 становника.
| 1931. | 1936. | 1951. | 1961. | 1971. | 1981. | 1991. | 2001. | 2011. |
| ----- | ----- | ----- | ----- | ----- | ----- | ----- | ----- | ----- |
| 1.154 | 1.216 | 1.243 | 1.051 | 880   | 752   | 728   | 710   | 746   |